# Стволовые тли
Стволовые тли (лат. Phloeomyzidae) — семейство полужесткокрылых насекомых из надсемейства тлей (Aphidoidea).

## Описание
Железы имеются только на седьмом тергите брюшка в виде двух больших групп. Усики крылатых форм шестичлениковые, без вторичных ринарий, у бескрылых усики шести- или пятичлениковые. На усиках, лапках и голенях шипики отсутствуют, могут быть лишь слабые чешуйки, или у бескрылых на усиках шипики образуют ячейки. Хвостик широко закруглённый

## Экология
Питаются на тополях.

## Систематика
В составе семейства:
- Phloeomyzus passerinii (Signoret, 1875)